# Recopa Sul-Americana de 1993
A Recopa Sul-Americana de 1993 foi a quarta edição do torneio, disputada em dois jogos de ida e volta, entre o São Paulo, campeão da Taça Libertadores da América de 1992, e o Cruzeiro, campeão da Supercopa Libertadores 1992.
O primeiro jogo foi válido também pelo Campeonato Brasileiro de 1993, para que os clubes pudessem se adaptar ao calendário de ambos os campeonatos.

## Participantes
| Clube     | Cidade         | Classificação                                   | Participação |
| --------- | -------------- | ----------------------------------------------- | ------------ |
| Cruzeiro  | Belo Horizonte | Campeão da Supercopa Libertadores 1992          | 2ª           |
| São Paulo | São Paulo      | Campeão da Copa Libertadores da América de 1992 | 1ª           |

## Finais
1° jogo
| 26 de setembro de 1993 | São Paulo | 0 – 0     | Cruzeiro | Morumbi, São Paulo (SP)                   |
|                        |           | Relatório |          | Público: 12,974 Árbitro: Renato Marsiglia |

| São Paulo | Cruzeiro |

| SÃO PAULO:    |    |                  |                               |                 |
|               |    |                  |                               |                 |
| G             | 1  | Zetti            |                               |                 |
| LD            | 10 | Cafu             |                               |                 |
| Z             | 13 | Gilmar           | Penalizado com cartão amarelo |                 |
| Z             | 3  | Válber           |                               |                 |
| LE            | 14 | Ronaldo Luiz     |                               |                 |
| V             | 5  | Dinho            | Penalizado com cartão amarelo |                 |
| V             | 8  | Toninho Cerezo   |                               |                 |
| M             | 9  | Palhinha         | Penalizado com cartão amarelo |                 |
| M             | 6  | Leonardo         |                               | Substituído     |
| A             | 18 | Guilherme        | Penalizado com cartão amarelo | Substituído     |
| A             | 11 | Valdeir          |                               |                 |
| Substituição: |    |                  |                               |                 |
| M             | 15 | Juninho Paulista |                               | Entrou em campo |
| LE            | 21 | André Luiz       |                               | Entrou em campo |
| Treinador:    |    |                  |                               |                 |
| Telê Santana  |    |                  |                               |                 |

| CRUZEIRO:            |    |               |                               |                 |
|                      |    |               |                               |                 |
| G                    | 1  | Sérgio        |                               |                 |
| LD                   | 2  | Paulo Roberto |                               |                 |
| Z                    | 4  | Robson        | Penalizado com cartão amarelo |                 |
| Z                    | 3  | Luizinho      |                               |                 |
| LE                   | 6  | Nonato        |                               |                 |
| V                    | 5  | Ademir        |                               | Substituído     |
| V                    | 11 | Rogério Lage  | Penalizado com cartão amarelo |                 |
| M                    | 8  | Boiadeiro     |                               |                 |
| M                    | 10 | Luís Fernando |                               |                 |
| A                    | 7  | Macedo        |                               | Substituído     |
| A                    | 9  | Ronaldo       |                               |                 |
| Substituição:        |    |               |                               |                 |
| V                    | 15 | Douglas       |                               | Entrou em campo |
| A                    | 14 | Careca        |                               | ?b'             |
| Treinador:           |    |               |                               |                 |
| Carlos Alberto Silva |    |               |                               |                 |

2° jogo
| 29 de setembro de 1993 | Cruzeiro | 0 – 0     | São Paulo | Mineirão, Belo Horizonte (MG)         |
|                        |          | Relatório |           | Público: 20,000 Árbitro: Jorge Nieves |

|                                                |     | Penalidades                    |  |
| Paulo Roberto: Ronaldo: Luís Fernando: Ademir: | 2–4 | Dinho: Cafu: Válber: Ronaldão: |  |

| Cruzeiro | São Paulo |

| CRUZEIRO:            |    |               |  |                 |
|                      |    |               |  |                 |
| G                    | 1  | Sérgio        |  |                 |
| LD                   | 2  | Paulo Roberto |  |                 |
| Z                    | 4  | Robson        |  |                 |
| Z                    | 3  | Luizinho      |  | ?a'             |
| LE                   | 6  | Nonato        |  |                 |
| V                    | 5  | Ademir        |  |                 |
| V                    | 11 | Rogério Lage  |  |                 |
| M                    | 8  | Boiadeiro     |  |                 |
| M                    | 10 | Luís Fernando |  |                 |
| A                    | 7  | Macedo        |  | Substituído     |
| A                    | 9  | Ronaldo       |  |                 |
| Substituição:        |    |               |  |                 |
| Z                    | 13 | Célio Lúcio   |  | Entrou em campo |
| A                    | 14 | Careca        |  | Entrou em campo |
| Treinador:           |    |               |  |                 |
| Carlos Alberto Silva |    |               |  |                 |

| SÃO PAULO:    |    |                  |  |                 |
|               |    |                  |  |                 |
| G             | 1  | Zetti            |  |                 |
| LD            | 3  | Válber           |  |                 |
| Z             | 13 | Gilmar           |  |                 |
| Z             | 4  | Ronaldão         |  |                 |
| LE            | 21 | André Luiz       |  |                 |
| V             | 5  | Dinho            |  |                 |
| V             | 8  | Toninho Cerezo   |  |                 |
| M             | 10 | Cafu             |  |                 |
| M             | 15 | Juninho Paulista |  |                 |
| A             | 9  | Palhinha         |  | Substituído     |
| A             | 11 | Valdeir          |  | Substituído     |
| Substituição: |    |                  |  |                 |
| A             | 16 | Catê             |  | Entrou em campo |
| M             | 22 | Jamelli          |  | Entrou em campo |
| Treinador:    |    |                  |  |                 |
| Telê Santana  |    |                  |  |                 |

| Recopa Sul-Americana 1993     |
| ----------------------------- |
| São Paulo Campeão (1º título) |